# قائمة أعمال كاترينا كيف

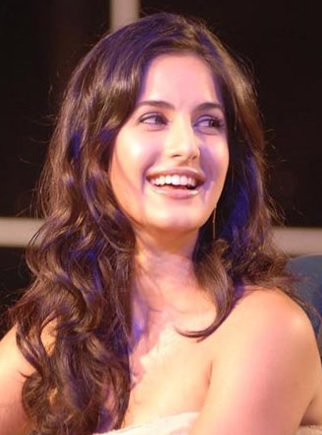
كاترينا كيف في 2006

كاترينا كيف هي ممثلة هندية بريطانية ظهرت في أفلام هندية، تيلوجوية، ومالايالامية. منذ العام 2004 ، بدأت بظهورها في العديد من الأفلام، كان أول هذه الأفلام فيلم بووم المثير للجدل، وكأي بداية تكون غير مشرفة، حيث ظهرت كاترينا بصورة سلبية آنذاك، لكنها محت تلك الصورة وعملت مع نجوم كبار كأنيل كابور وهريتيك روشان في فيلم بانغ بانغ، و شاه روخ خان في فيلم جاب تاك هاي جان، و أكشاي كومار في فيلم تيس مار خان الذي عرف نجاحا باهرا، خصوصا بالأغنية الرسمية للفيلم (شيلا كي جاواني) التي عرفت قبول متميز.
'كَيف شهدت نجاحًا مع ابهيشيك باتشان بالخصوص في فيلم ساركار عام 2005 لعبت دور صغير كصديقته. ومن بداياتها، ماين بيار كيون كيا (2005)، حيث تم جمعها مع سلمان خان، وفيه حصلت على جائزة ستاردست لأحسن أداء من فئة الإناث. وظهرت كاترينا عام 2007 في فيلم ناماستي لندن، حيث تألقت كفتاة بريطانية بجوار أكشاي كومار، والعديد من الأعمال التجارية الناجحة، والتي جعلتها واحدة من أشهر الممثلات في بوليوود في الوقت الحالي.

## الأفلام
| علامة الخنجرية | Denotes films that have not been released yet |